# فلورين مشبكي
فلورين مشبكي (بالإنجليزية: Synapto-pHluorin)‏ هو مؤشرٌ ضوئي مُشفرٌ جينيًا تطلقه الحويصلات ثم تُعيد استخدامه. يُستعمل في العلوم العصبية لدراسة إطلاق الناقل (مثل الناقل العصبي). يتكون من بروتين فلوري أخضر ويكون حساسًا لدرجة الحموضة، حيثُ يندمج مع الجانب التجويفي بروتين غشائي مرتبط بالحويصلة [الإنجليزية]. يكون الفلورين المشبكي غير وامضٍ (مُتألق) داخل البيئة الحماضية لحويصلات الناقل، وعند إطلاقه من الناقل، فإنهُ يتعرض للبيئة المتعادلة في الحيز خارج الخلية، لذلك تصبح النهاية قبل المشبكية وامضةً بوضوح. عند حصول الإدخال الخلوي، فإنَّ الحويصلات تُصبح حمضيةً مجددًا وتُعاد الدورة مرةً أُخرى. تُستعمل التقلية الكيميائية لجميع الحويصلات لمُعادلة إشارات الفلورين المشبكي. يتكون الفلورين المشبكي أحيانًا من بروتين فلوري أصفر (YFP) وذلك لمراقبة السيتوبلازم؛ لأنَّ ثابت تفكك الحمض (pKa) للفلوري الأصفر يكون أعلى من الفلوري الأخضر (7.1 مقابل 6.0).

## التسمية
يُسمى (بالإنجليزية: Synapto-pHluorin)‏ حيثُ (pHluorin) هي (fluorin)، ولكن استُبدل حرف (f) بحرفي (pH) والتي تعني درجة الحموضة؛ وذلك لتوضيح أنَّ هذا الفلورين حساس لدرجة الحموضة. أما كلمة (Synapto) لتوضيح ارتبطه بالمشبك العصبي.

## التاريخ
اختُرع الفلورين المشبكي بواسطة جيرو ميسنبوك عام 1998. في عام 2006، نُشرت نسخةٌ محسنةٌ منه، وذلك باستخدام سينابثيسين (synapthysin) لتوجيه البروتين الفلوري الأخضر (GFP) نحو الحويصلات.

## الاستعمالات
يُستعمل الفلورين المشبكي بواسطة اختصاصيي البيولوجيا العصبية لدراسة إطلاق الناقل وإعادة الاستعمال في النهايات قبل المشبكية. استُعمل أيضًا لدراسة إفراز إنسولين في خلايا بيتا البنكرياسية.